# Ptiluc

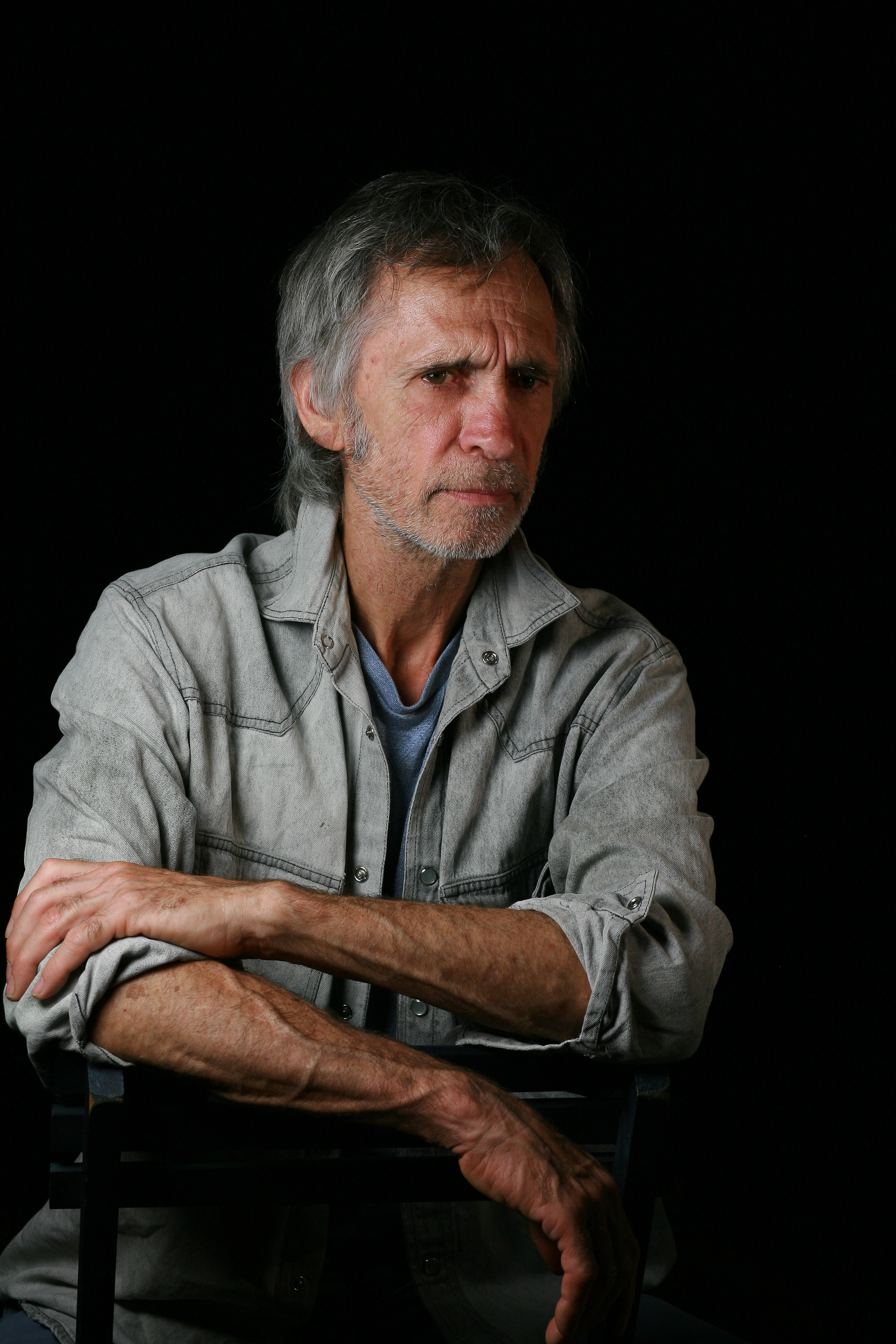
Ptiluc (2020)

Ptiluc, auch Pti’Luc, (* 29. Dezember 1956 in Mons, Belgien als Luc Lefèbvre) ist ein belgischer Comiczeichner und Autor, der heute in Saint-Gély-du-Fesc nahe Montpellier in Südfrankreich lebt.
Er begann mit 19 Jahren für verschiedene Magazine wie „Échec à l’échec“, „Moto News“, „Vie privée“ oder „Spatial“ zu arbeiten, bevor er seit den 1980er-Jahren mit Pacush Blues seine erste eigene Comic-Serie veröffentlichte. Seit 2005 schreibt und zeichnet er für seinen Blog über seine jährlichen Reisen durch Afrika.
Seine Werke sind zum Teil ins Deutsche und Niederländische übersetzt worden.

## Veröffentlichungen
Pacush Blues
- Premières mesures (Vents d’Ouest, 1983), dt.: Miasma Blues – Erste Strophe (Alpha, 1988) ISBN 3-89311-050-X
- Second souffle – Jefferson ou le mal de vivre (Vents d’Ouest, 1983), dt.: Miasma Blues – Zweite Strophe – Jefferson oder die Pest des Lebens (Alpha, 1989) ISBN 3-89311-084-4
- Troisième zone – L’importance majeure des accords mineurs (Vents d’Ouest, 1984), dt.: Miasma Blues – Dritte Strophe – Symphonie in Müll und Moll (Alpha, 1991) ISBN 3-89311-145-X
- Quatrième dimension – Destin farceur crescendo (Vents d’Ouest, 1985), dt.: Miasma Blues – Vierte Strophe – Lug & Trug – Crescendo (Alpha, 1992) ISBN 3-89311-210-3
- Bidon cinq – Destin farceur decrescendo (Vents d’Ouest, 1986), dt.: Miasma Blues – Fünfte Strophe – Decrescendo (Alpha, 1994) ISBN 3-89311-258-8
- Sixte mineure – Le mal de mer (Vents d’Ouest, 1988), dt.: Miasma Blues – Sechste Strophe – Seekrank (Alpha, 1996) ISBN 3-89593-538-7
- Septième saut – Variations sur un thème imposé (Vents d’Ouest, 1991), dt.: Pacush Blues – Siebter Gesang – Variationen über ein gegebenes Thema (Schreiber & Leser, 2000) ISBN 3-933187-34-6
- Sentence huitième – La logique du pire (Vents d’Ouest, 1993), dt.: Pacush Blues – Achter Satz – Der helle Wahnsinn (Schreiber & Leser, 2001) ISBN 3-933187-44-3
- Neuvaine – Relecture du mythe de Frankenstein: renaissance (Vents d’Ouest, 1996)
- Décimation – Relecture du mythe de Frankenstein: remords (Vents d’Ouest, 1997)
- Emergence onzième – Quelques vérités sur le mensonge (Vents d’Ouest, 2001)
- Douzième véhicule – Autopsie de Mondes en Déroute (Vents d’Ouest, 2005)
- Treizième porte – Correspondance avec les corps obscurs (Vents d’Ouest, 2010)

dazu:
- Faces de rat (Vents d’Ouest, 1987), dt.: Rattengesichter (Alpha, 1991) ISBN 3-89311-176-X
- Faces de rat 2: Le Retour (Vents d’Ouest, 1997)

La Geste de Gilles de Chin et du dragon de Mons
- La Mémoire et la boue (Vents d’Ouest, 1989), dt.: Der edle Gilles und der Drache von Mons 1 – Die Rückkehr des Kreuzritters (Ehapa, 1989) ISBN 3-89343-468-2
- Le Doute et l’oubli (Vents d’Ouest, 1990), dt.: Der edle Gilles und der Drache von Mons 2 – Der Zweifel und das Vergessen (Ehapa, 1992) ISBN 3-89343-469-0

Ni Dieu ni bête
- Élucubrations primales (Les Humanoïdes Associés, 1992), dt.: Affentango 1 - Die Angepaßten (Ehapa, 1993) ISBN 3-89343-500-X
- Entre Débâcle et débats (Les Humanoïdes Associés, 1992), dt.: Affentango 2 - Die Abgehobenen (Ehapa, 1994) ISBN 3-89343-501-8
- Le Sexe des anges et l’âme de la guenon (Les Humanoïdes Associés, 1995)
- C’est la Totale! (Sammelband) (Les Humanoïdes Associés, 2003)

Rat’s
- En partance pour nulle part (Les Humanoïdes Associés, 1995)
- Quand pousse le bitume (Les Humanoïdes Associés, 1996)
- Attention à la marche (Les Humanoïdes Associés, 1999)
- Problèmes épineux (Les Humanoïdes Associés, 2002)
- On peut toujours discuter (Les Humanoïdes Associés, 2002)
- La lutte continue (Les Humanoïdes Associés, 2002)
- Tous à la flotte (Les Humanoïdes Associés, 2004)
- Tout baigne (Les Humanoïdes Associés, 2006)
- Cradolapino (Les Humanoïdes Associés, 2007)
- Les gros mots (Soleil, 2009)

Rictus
- Clope Attitude (Vents d’Ouest, 1999)
- Techno Attitude (Vents d’Ouest, 2000)
- Bio Attitude (Vents d’Ouest, 2001)

Frigo
zusammen mit Joan
- Tête de veau et vinaigrette (Les Humanoïdes Associés, 2000)
- Régime de terreur (Les Humanoïdes Associés, 2001)

La Foire aux cochons
- La foire aux cochons 1 (L’Écho des savanes, 2000)
- La foire aux cochons 2 (L’Écho des savanes, 2003)
- La foire aux cochons 3 (L’Écho des savanes, 2008)

Mémoires d’un motard
- L’Histoire du petit crétin qui voulait une grosse moto (Vents d’Ouest, 1995; Éditions Albin Michel, 2001)
- Pour quelques kilomètres de plus (Vents d’Ouest, 1997; Éditions Albin Michel, 2001)
- Quand je serai grand, je ferai le tour du monde (Éditions Albin Michel, 2001)
- C’était le temps des filles et des bécanes (Éditions Albin Michel, 2003)
- Rendez-vous tous à Katmandou (Éditions Albin Michel, 2005)

Accros
- Accros de Reggae (Éditions Albin Michel, 2003)
- Accros de Rap (Éditions Albin Michel, 2003)
- Accros de Metal (Éditions Albin Michel, 2005)
- Accros de Techno (Éditions Albin Michel, 2005)

Pirat’s
- Tome 1 : Gaz à tous les étages (Fluide Glacial, 2013)
- Tome 2 : Lame de fond (Fluide Glacial, 2014)

Einzelbände, teilweise zusammen mit anderen Autoren
- Amours volatiles (Vents d’Ouest, 1987)
- Fahrenheit 452 (Stakhano, 1994), dt.: Fahrenheit 452 (Kunst der Comics, 1994)
- Pas d’bon sens (Glénat, 2000)
- La Murge (Glénat, 2001)
- La pire espèce (Vents d’Ouest, 2010)
- Les pieds nickelés (Vents d’Ouest, 2011)
- Jeux sans frontières (Éditions Paquet, 2014)
- considérations sur l'amour moderne (Éditions Paquet, 2016)
- Hitler, la véritable histoire vraie (Dupuis, 2019)
- Staline, la véritable histoire vraie (Dupuis, 2020)